# Farmaci
Farmaci (cyr. Фармаци) – wieś w Czarnogórze, w gminie Podgorica. W 2011 roku liczyła 465 mieszkańców.